# Jalpan, Tejupilco
Jalpan är en ort i kommunen Tejupilco i delstaten Mexiko i Mexiko. Samhället hade 556 invånare vid folkräkningen 2020.